# Birgit Keil
Birgit Keil (Kovářov, 22 settembre 1944) è un'ex ballerina tedesca.

## Biografia
Birgit Keil nacque nella Cecoslovacchia occupata nel pieno della seconda guerra mondiale e cominciò a studiare danza prima a Bad Kissingen e poi alla Scuola di Ballo del Teatro statale di Stoccarda, perfezionandosi per un anno alla Royal Ballet School grazie a una borsa di studio.
Nel 1961 fu scritturata dal Balletto di Stoccarda, di cui divenne solista nel 1963 e prima ballerina nel 1965. Nei trent'anni successivi danzò tutti i maggiori ruoli femminili del repertorio, facendo da partner sulla scena ad alcuni dei maggiori ballerini dell'epoca, tra cui Rudol'f Nureev, Richard Cragun e Michail Baryšnikov. Inoltre danzò nelle prime di balletti di Cranko, Eliot Feld, Marcia Haydée, Kenneth MacMillan, Hans van Manen, John Neumeier, Uwe Scholz, Heinz Spoerli, Peter Wright, Glen Tetley e Jirí Kylián, molti dei quali coreografarono ruoli appositamente per lei. Nel corso della sua carriera danzò come ballerina ospita alla Royal Opera House, al Teatro alla Scala, l'American Ballet Theatre e la Wiener Staatsoper.
Dopo il ritiro dalle scene nel 1995 ha diretto e insegnato nel dipartimento di danza della Staatliche Hochschule für Musik und Darstellende Kunst Mannheim e dal 2003 al 2019 è stata direttrice del corps de ballet del Badisches Staatstheater Karlsruhe.
Dal 1968 è legata sentimentalmente a Vladimir Klos, ex primo ballerino del Balletto di Stoccarda.